# كونستانتين بوديسكو
كونستانتين بوديسكو (بالرومانية: Constantin Budescu) (مواليد 19 فبراير 1989) هو لاعب كرة قدم . لعب سابقاً مع نادي الشباب السعودي ونادي ضمك و مع منتخب رومانيا لكرة القدم .

## روابط خارجية
- كونستانتين بوديسكو على موقع الاتحاد الأوربي (الإنجليزية)
- كونستانتين بوديسكو على موقع قاعدة بيانات كرة القدم.إي يو (الإنجليزية)
- كونستانتين بوديسكو على موقع ناشيونال فوتبول تيمز (الإنجليزية)
- كونستانتين بوديسكو على موقع Soccerway.com (الإنجليزية)
- كونستانتين بوديسكو على موقع عالم كرة القدم.نت (الإنجليزية)
- كونستانتين بوديسكو على موقع AS.com (الإسبانية)